# Roland Fischer (Politiker)

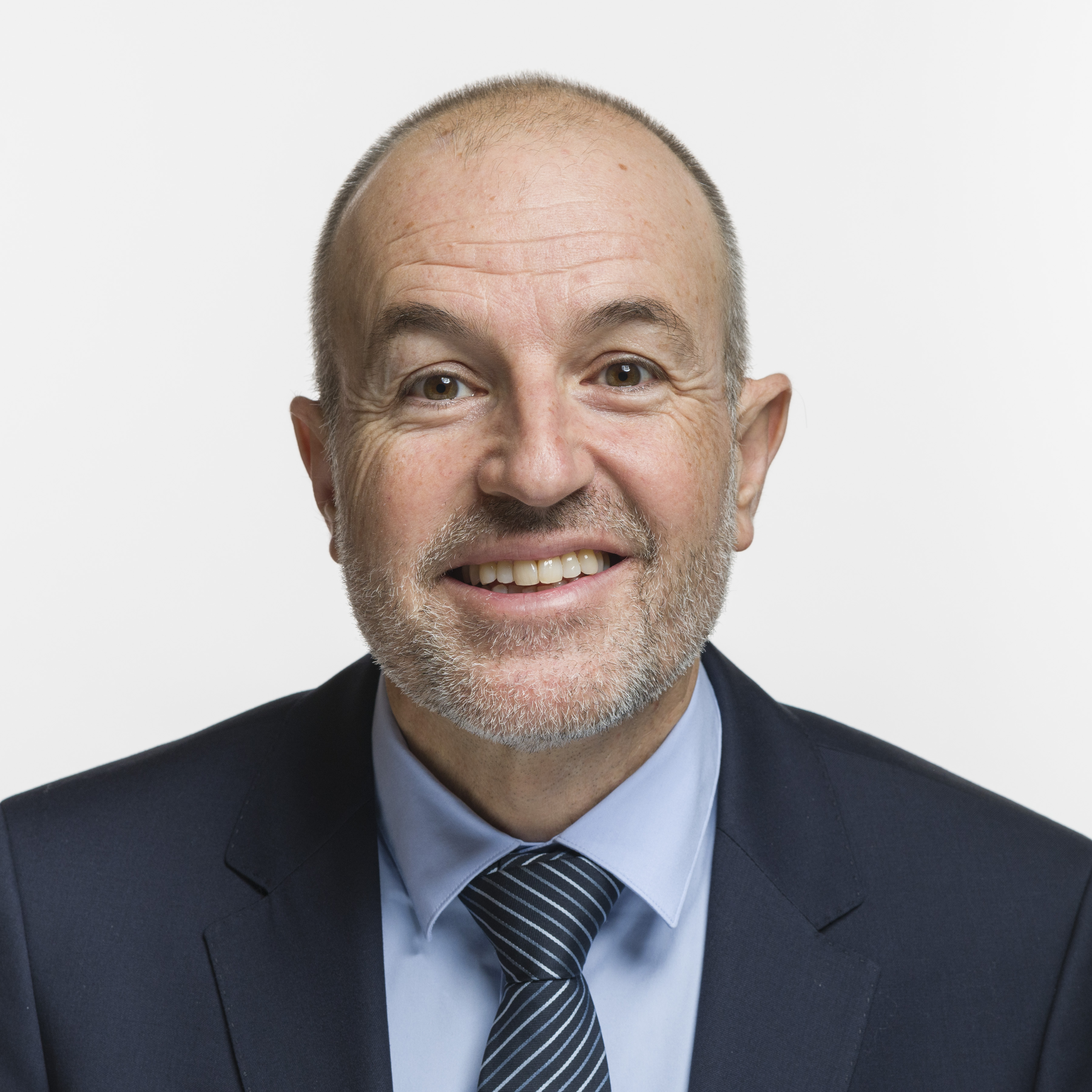
Roland Fischer (2019)

Roland Fischer (* 5. April 1965 in Horw) ist ein Schweizer Politiker (GLP). Von 2011 bis 2015 und von 2019 bis 2023 war er Nationalrat.

## Leben
Fischer absolvierte 1986 seine Matura an der Kantonsschule Alpenquai Luzern, nach dem Studium erlangte er 1997 das Doktorat an der Universität Freiburg (Schweiz). Anschliessend folgte eine Anstellung bei der Credit Suisse bis 2001, danach war er bis 2007 Stellvertretender Projektleiter bei der Eidgenössischen Finanzverwaltung (EFV) unter Hans-Rudolf Merz, wo er 2007 bis 2012 Leiter der Finanzstatistik war. Seit 2015 arbeitet Fischer als Dozent für Public & Nonprofit Management an der Hochschule Luzern (HSLU).
In der Schweizer Armee bekleidete Fischer den Grad eines Hauptmanns. Er wohnt in Udligenswil.

## Politik
Fischer ist seit 2008 Vorstandsmitglied der Grünliberalen des Kantons Luzern, seit 2009 auch der Region Habsburg. Von 2016 bis 2020 war er Präsident der GLP Kanton Luzern. 
Bei den Parlamentswahlen 2011 wurde Fischer in den Nationalrat gewählt. Bei den Nationalratswahlen 2015 verlor die Grünliberale Partei im Kanton Luzern 0,3 % Wähleranteil und demzufolge den Sitz von Fischer. Diesen holte er sich 2019 zurück. Im Nationalrat war er Mitglied der Finanzkommission (zeitweise Präsident), Mitglied der Aussenpolitischen Kommission und der Immunitätskommission. 2019 war er kurzzeitig Luzerner Kantonsrat und Mitglied der Kommission Wirtschaft und Abgaben. Fischer wurde bei den Nationalratswahlen 2023 nicht wiedergewählt.